# انتخابات مجلس الأمن التابع للأمم المتحدة 1989
أجريت انتخابات مجلس الأمن التابع للأمم المتحدة لعام 1989 في 18 أكتوبر 1989 خلال الدورة الرابعة والأربعين للجمعية العامة للأمم المتحدة، التي عقدت في مقر الأمم المتحدة في مدينة نيويورك. انتخبت الجمعية العامة ساحل العاج وكوبا ورومانيا وجنوب اليمن وزائير، أعضاءا غير دائمين في مجلس الأمن التابع للأمم المتحدة لمدة عامين تبدأ في 1 يناير 1990. وكانت هذه هي المرة الأولى التي يتم فيها انتخاب اليمن لعضوية المجلس، حيث تم توحيد اليمن في فترة عضوية اليمن الجنوبي.

## القواعد
يتألف مجلس الأمن من 15 مقعدا، يشغلها خمسة أعضاء دائمين وعشرة أعضاء غير دائمين. وفي كل عام، يتم انتخاب نصف الأعضاء غير الدائمين لمدة عامين.   ولا يجوز للعضو الحالي أن يترشح على الفور لإعادة انتخابه. 
وفقًا للقواعد التي يتم بموجبها تناوب المقاعد العشرة غير الدائمة في مجلس الأمن بين الكتل الإقليمية المختلفة التي تقسم إليها الدول الأعضاء في الأمم المتحدة تقليديًا لأغراض التصويت والتمثيل،  يتم تخصيص المقاعد الخمسة المتاحة على النحو التالي:
- مقعدان للدول الإفريقية (يشغلهما الجزائر والسنغال)
- مقعد للمجموعة الآسيوية (الآن مجموعة آسيا والمحيط الهادئ)[5]، لـ "المقعد العربي" (تشغله نيبال)
- مقعد لأمريكا اللاتينية ومنطقة البحر الكاريبي (تشغله البرازيل)
- مقعد لمجموعة أوروبا الشرقية (تشغله يوغوسلافيا)

ولكي يتم انتخابه، يجب أن يحصل المرشح على أغلبية ثلثي الحاضرين والمصوتين. إذا كان التصويت غير حاسم بعد الجولة الأولى، فسيتم إجراء ثلاث جولات من التصويت المقيد، تليها ثلاث جولات من التصويت غير المقيد، وهكذا، حتى يتم الوصول إلى نتيجة. في التصويت المقيد، لا يجوز التصويت إلا على المرشحين الرسميين، بينما في التصويت غير المقيد، يجوز التصويت على أي عضو في مجموعة إقليمية معينة، باستثناء أعضاء المجلس الحاليين.

## المرشحون
وقبل التصويت الفعلي في الجمعية العامة، أخبر الممثلون الدائمون لبنغلاديش وبيلاروسيا وبيرو وكينيا ، كرؤساء للمجموعات الإقليمية، الجمعية العامة عن البلدان التي تتمتع بتأييد مناطقها. وصادق الرؤساء على جنوب اليمن ورومانيا وكوبا وساحل العاج وزائير على التوالي.

## النتيجة
| الدولة            | الجولة الأولى |
| ----------------- | ------------- |
| كوبا              | 146           |
| اليمن الجنوبي     | 140           |
| رومانيا           | 136           |
| ساحل العاج        | 135           |
| زائير             | 128           |
| اليمن الشمالي     | 6             |
| الأرجنتين         | 1             |
| باربادوس          | 1             |
| كوستاريكا         | 1             |
| غانا              | 1             |
| الهند             | 1             |
| مالي              | 1             |
| النيجر            | 1             |
| بولندا            | 1             |
| زامبيا            | 1             |
| ممتنعون           | 0             |
| أصوات لاغية       | 0             |
| الأغلبية المطلوبة | 104           |

## روابط خارجية
- وثيقة الأمم المتحدة A/59/881 مذكرة شفوية من البعثة الدائمة لكوستاريكا تحتوي على سجل لانتخابات مجلس الأمن حتى عام 2004